# عارف عمر
عارف عمر هو إعلامي وشاعر من دولة الإمارات له العديد من الإسهامات في مجال الإعلام الشعري أبرزها، إعداد أضخم البرامج العربية المخصصه للشعر بفرعيه الشعبي والفصيح (شاعر المليون) (أمير الشعراء) وبرنامج (المغاني) ، له مشاركات إذاعية وتلفزيونية وصحفية في بعض المطبوعات الخليجية على امتداد عمله الإعلامي ابتداء من عام 1996، وقد كانت له العديد من الإسهامات من خلال عمله في دائرة الثقافة والسياحة، ومن خلال عمله في إدارة المهرجانات والبرامج والتي شكلت انطلاقة أخرى في عمله الثقافي والإعلامي.

## عمله
عمل في المجال التربوي ثم انتقل للعمل 
في المجال الإعلامي وحصد مجموعه من الجوائز من خلال: 
- مهرجان القاهرة للاذاعه والتلفزيون جائزة ذهبيه عن برنامج دعوه على الهواء
- مهرجان الخليج للاذاعه والتلفزيون الجائزة البرونزيه عن برنامج قوافي
- مهرجان الخليج للاذاعه والتلفزيون الجائزة الذهبية برنامج أمير الشعراء

ويعتبر من ابرز الأسماء العربية في مجال الاعلام الشعري
يعتبر من الشعراء المميزين شارك في العديد من الامسيات والملتقيات الثقافيه داخل الإمارات وخارجها وكتب العديد من الاوبريتات والاغاني الوطنية
وله العديد من الاسهامات والمقالات في عدد من الصحف والمجلات الاماراتيه والخليجية.